# Talamona
Talamona je komuna (obec) v provincii Sondrio v italském regionu Lombardie, která se nachází asi 80 kilometrů severovýchodně od Milána a asi 20 kilometrů západně od Sondria. Ve městě žije přibližně 4 600 obyvatel. Má rozlohu 21,1 km².
Talamona sousedí s následujícími obcemi: Albaredo per San Marco, Ardenno, Dazio, Forcola, Morbegno, Tartano.